# Minardi M197
Der Minardi M197 war ein Formel-1-Rennwagen von Minardi für die Formel-1-Weltmeisterschaft 1997. Er handelte sich um ein Evolutionsmodell des Vorjahresfahrzeugs Minardi M195B und konnte sich im Vergleich nicht steigern. Am Ende der Saison konnte die beste Vorjahresplatzierung, ein achter Platz erfahren durch Giancarlo Fisichella in Kanada, nicht unterboten werden. Es wurden fünf Top-Ten-Platzierungen erreicht, dem standen allerdings 17 Ausfälle und ein Ausschluss gegenüber.

## Technik und Entwicklung
Technischer Direktor der Fahrzeugentwicklung war Gabriele Tredozi, der von Chef-Ingenieur Mauro Gennari und Chef-Aerodynamiker Mariano Alperin unterstützt wurde. Anders als im Vorjahr wurden nun Bridgestone-Reifen verwendet und der Treibstoff von Petroscience bezogen. Das Chassis war für die Verhältnisse des kleinen Teams größtenteils in Ordnung, allerdings ergab sich als Hauptproblem des Wagens der sehr schwache 3,0-Liter-Motor von Hart. Der Hart 830 war ein Achtzylinder-V-Motor mit einem Zylinderbankwinkel von 72°, welcher bei 13.100/min 680 PS generiert. Beim Getriebe handelte es sich um ein sequentielles Halbautomatikgetriebe mit sechs Gängen von Xtrac.
Alperin, der Chef-Aerodynamiker des Teams, begann Mitte 1996 mit der Entwicklung des neuen Wagens. Durch die Unterstützung von Fondmetal konnte man deren Windkanal in Casumaro mieten, um den Wagen aerodynamisch zu testen. In diesem Jahr wollten die Ingenieure eine Wagenform mit mehr Anpressdruck finden, die neuen Restriktionen der FIA bei den Flügeln erforschen und optimal umsetzen. Es wurden viele neue Ansätze entwickelt, aber im Endeffekt war die Aerodynamik erneut einfach gehalten.
Nachdem die äußere Form feststand, begann man Anfang November mit der mechanischen Konstruktion des Fahrzeugs. Ein Hauptgrund war die späte Entscheidung, den schwachen V8-Motor von Hart zu verwenden. Durch die relativ späte Festlegung auf den Motor musste man viel Arbeit in kurzer Zeit in das Auto stecken, um vor Saisonstart in Melbourne noch vernünftige Tests absolvieren zu können. Ein Problem des Motors war, dass er leichter und kleiner war als die stärkeren V10-Motoren der Konkurrenz und einen tieferen Schwerpunkt hatte. In der Theorie wäre das vom Vorteil, doch man hatte das Chassis schon auf einen größeren Motor vorbereitet. Um die Stabilität des Wagens zu erhalten, musste man das gesamte Heck weiter nach unten versetzen. Bedingt dadurch musste man das Getriebe und die Heck-Aufhängung komplett überarbeiten. Alle Räder waren einzeln an Doppelquerlenkern aufgehängt. Federn und Dämpfer waren innenliegend und wurden über Schubstangen betätigt.

## Renngeschichte
Das Team wurde in diesem Jahr von Fondmetal in der Entwicklung unterstützt, indem der Inhaber Gabriele Rumi Anteile am Team erwarb. Durch die Anteilnahme gab es vorerst keine Geldprobleme mehr und man konnte Ende November das Budget für 1997 festlegen. Minardi hatte zum Zeitpunkt des Entwicklungsstarts rund 70 Mitarbeiter angestellt und galt als das kleinste Team. Erwähnenswert ist, dass etwa 85 % aller benötigten Teile selbst in Faenza hergestellt wurden.
Das Auto wurde am 1. Februar 1997 in Mugello erstmals getestet und am 4. Februar in Monza offiziell präsentiert.
Am Ende der Saison war die Punkteausbeute ernüchternd, man stand zusammen mit dem Team Lola auf dem letzten Platz mit keinen erreichten Punkten. Probleme machten der schwache und unzuverlässige Hart-Motor und viele Fehler der Fahrer, so schied man allein acht Mal wegen Unfällen oder Drehern aus. Beim Rennen in Österreich wurde der Wagen von Tarso Marques disqualifiziert, da er bei der Technikabnahme der FIA zu leicht war. Zweimal konnte man durch Jarno Trulli den neunten Platz erreichen, dies waren die besten Platzierungen in dieser Saison.

## Lackierung und Sponsoring
Für die Lackierung wurde eine Mischung aus Minardis Farben gewählt: schwarz-weiß-gelb in horizontalen Streifen. So wurden der Frontflügel und der untere Teil des Wagens gelb, die Seitenkästen, die Cockpit-Einfassung sowie der mittlere Teil des Wagens weiß und der Heckflügel sowie der obere Teil schwarz eingefärbt.
Der Sponsor Fondmetal warb am Heckflügel sowie an Teilen des Frontflügels und am seitlichen Kühler. Durch den neuen Fahrer Ukyō Katayama konnte man die Zigarettenmarke Mild Seven als neuen Sponsor gewinnen, deren Logo vor dem Fahrer und auf der Airbox platziert wurde. Wegen des neuen Vertrages mit Bridgestone als Reifenlieferant wurde das Logo des japanischem Unternehmen auf der Nase sowie den Frontflügeln aufgebracht. Auf den seitlichen Kühlern war das Logo des Skating-Herstellers Roces zu finden.

## Fahrer
Zu Saisonbeginn konnte man Ukyō Katayama von Tyrrell verpflichten. Als zweiter Fahrer wurde der Italiener Jarno Trulli, welcher im Vorjahr in der deutschen Formel-3-Meisterschaft an den Start ging. Als Test- und Ersatzfahrer wurde der Brasilianer Tarso Marques wieder unter Vertrag genommen. Er startete schon im Vorjahr zu zwei Rennen, welche er beide allerdings nicht zu Ende fahren konnte.
Katayama hatte zu Saisonbeginn Schwierigkeiten, konnte sich dann aber fangen und kam häufig ins Ziel. Trulli hingegen konnte gleich im ersten Rennen mit einem neunten Platz auf sich aufmerksam machen, beim dritten Rennen konnte er diese Position erneut erringen. Zur Saisonmitte wurde Trulli von Prost verpflichtet, um den schwer verletzten Olivier Panis zu ersetzen. Dies ermöglichte Tarso Marques, sich vom Ersatzmann zum Stammfahrer hochzuarbeiten. Allerdings waren seine Ergebnisse nicht konstant genug, um Spitzenplätze dauerhaft zu erfahren. Beim Rennen in Österreich wurde Marques dann noch disqualifiziert, da sein Wagen zu leicht war.
Am Ende konnte der Hauptfahrer Katayama nur den eigentlichen Reservisten Tarso Marques im Qualifying sowie im Rennen besiegen, wiederum konnte Trulli fast immer Katayama hinter sich lassen.

## Ergebnisse
| Fahrer                          | Nr.                             | 1   | 2  | 3   | 4   | 5   | 6   | 7   | 8   | 9   | 10  | 11 | 12  | 13  | 14 | 15  | 16  | 17 | Punkte | Rang |
| ------------------------------- | ------------------------------- | --- | -- | --- | --- | --- | --- | --- | --- | --- | --- | -- | --- | --- | -- | --- | --- | -- | ------ | ---- |
| Formel-1-Weltmeisterschaft 1997 | Formel-1-Weltmeisterschaft 1997 |     |    |     |     |     |     |     |     |     |     |    |     |     |    |     |     |    | 0      | −    |
| U. Katayama                     | 20                              | DNF | 18 | DNF | 11  | 10  | DNF | DNF | 11  | DNF | DNF | 10 | 14  | DNF | 11 | DNF | DNF | 17 | 0      | −    |
| J. Trulli                       | 21                              | 9   | 12 | 9   | DNS | DNF | 15  | DNF |     |     |     |    |     |     |    |     |     |    | 0      | −    |
| T. Marques                      | 21                              |     |    |     |     |     |     |     | DNF | 10  | DNF | 12 | DNF | 14  | EX | DNF | DNF | 15 | 0      | −    |

| Legende  | Legende            | Legende                                                          |
| Farbe    | Abkürzung          | Bedeutung                                                        |
| -------- | ------------------ | ---------------------------------------------------------------- |
| Gold     | –                  | Sieg                                                             |
| Silber   | –                  | 2. Platz                                                         |
| Bronze   | –                  | 3. Platz                                                         |
| Grün     | –                  | Platzierung in den Punkten                                       |
| Blau     | –                  | Klassifiziert außerhalb der Punkteränge                          |
| Violett  | DNF                | Rennen nicht beendet (did not finish)                            |
| Violett  | NC                 | nicht klassifiziert (not classified)                             |
| Rot      | DNQ                | nicht qualifiziert (did not qualify)                             |
| Rot      | DNPQ               | in Vorqualifikation gescheitert (did not pre-qualify)            |
| Schwarz  | DSQ                | disqualifiziert (disqualified)                                   |
| Weiß     | DNS                | nicht am Start (did not start)                                   |
| Weiß     | WD                 | zurückgezogen (withdrawn)                                        |
| Hellblau | PO                 | nur am Training teilgenommen (practiced only)                    |
| Hellblau | TD                 | Freitags-Testfahrer (test driver)                                |
| ohne     | DNP                | nicht am Training teilgenommen (did not practice)                |
| ohne     | INJ                | verletzt oder krank (injured)                                    |
| ohne     | EX                 | ausgeschlossen (excluded)                                        |
| ohne     | DNA                | nicht erschienen (did not arrive)                                |
| ohne     | C                  | Rennen abgesagt (cancelled)                                      |
| ohne     | keine WM-Teilnahme |                                                                  |
| sonstige | P/fett             | Pole-Position                                                    |
| sonstige | 1/2/3/4/5/6/7/8    | Punktplatzierung im Sprint-/Qualifikationsrennen                 |
| sonstige | SR/kursiv          | Schnellste Rennrunde                                             |
| sonstige | *                  | nicht im Ziel, aufgrund der zurückgelegten Distanz aber gewertet |
| sonstige | ()                 | Streichresultate                                                 |
| sonstige | unterstrichen      | Führender in der Gesamtwertung                                   |